# Société des producteurs de phonogrammes en France
La Société civile des producteurs de phonogrammes en France (SPPF) est une société de gestion des droits voisins des producteurs de musique, au même titre que la SCPP. Selon l'institut GFK, son catalogue représente 23,3 % des ventes physiques et 31 % du streaming en France en 2018.

## Origine
La SPPF est créée le 23 octobre 1986, en application de la loi n°85-660 du 3 juillet 1985 relative au droit d'auteur, aujourd'hui codifiée aux articles L.214-5 et L.311-6 du code de la propriété intellectuelle français. Fondée par 12 producteurs indépendants, elle a pour but de proposer une alternative plus représentative des producteurs indépendants, là où la SCPP représente aussi les Majors.

## Objectifs

### Gestion des droits voisins du producteur
La SPPF a pour objet principal la gestion des droits voisins du producteur pour le compte de ses associés, au même titre que la SCPP. Les deux sociétés gèrent donc les droits voisins du producteur, mais chacune sur un catalogue de titres exclusifs, et pour le compte de leurs associés respectifs.

#### Mandats de gestion
En tant que société de gestion collective, la SPPF obtient de la part de ses associés des mandats de gestion, qui lui permettent ensuite d'autoriser et de facturer de façon collective certaines utilisations des titres déclarés par ses associés. Cette autorisation est négociée à travers des contrats généraux d'intérêt commun.

##### Gestion collective obligatoire
La SPPF obtient de la part de tous ses associés un mandat de gestion collective pour les utilisations suivantes, telles que prévues par l'article L.214-1 du code de la propriété intellectuelle:
- Radiodiffusion
- Diffusion à la télévision
- Sonorisation de lieux publics (restaurants, magasins, etc.)

##### Gestion collective facultative
La SPPF peut se voir confier par ses associés des mandats de gestion pour d'autres utilisations, telles que déterminées par ses Statuts, dont:
- Podcast préalablement radiodiffusés (dit "podcast traditionnels")
- Diffusion d'extraits de musique sur Internet
- Sonorisation de spectacles

La SPPF et la SCPP ont par ailleurs créé la Société Civile des Producteurs Associés (SCPA), pour gérer conjointement leurs catalogues sur le domaine spécifique des musiques d'attente téléphonique.

#### Perception des droits
La SPPF et la SCPP perçoivent toutes deux de la SPRE les rémunérations suivantes :
- la rémunération pour copie privée sonore
- la rémunération équitable, au titre de la gestion collective obligatoire

### Aide à la création
La SPPF est chargée de redistribuer une part des rémunérations qu'elle perçoit à travers des aides à la création d'album ou de vidéomusiques, à la formation d'artiste ou encore à la location de salle de concert. 

### Protection des droits
En tant que société de gestion de droit, la SPPF est tenue de défendre les droits de ses associés producteurs. 

#### Lutte contre la piraterie
La SPPF participe notamment à des partenariats avec la SCPP et la Société pour l'administration du droit de reproduction mécanique (SDRM) pour lutter contre les sites de téléchargement de musique. 

#### Lobbying
La SPPF, au même titre que les autres sociétés de gestion collective, participe activement aux différents processus législatifs liés aux droits voisins du producteur.